# بیل دوج (بازیکن فوتبال)
بیل دوج (انگلیسی: Bill Dodge؛ زادهٔ ۱۰ مارس ۱۹۳۷) بازیکن فوتبال اهل بریتانیا است.
از باشگاه‌هایی که در آن بازی کرده‌است می‌توان به باشگاه فوتبال کریستال پالاس، باشگاه فوتبال تاتنهام هاتسپر، باشگاه فوتبال کترینگ تاون، باشگاه فوتبال اتون مانور، و باشگاه فوتبال اشفورد یونایتد اشاره کرد.